# Высоцкий, Анатолий Емельянович
Анатолий Емельянович Высоцкий (24 декабря 1924, с. Скуратовск, Каинский уезд, Новониколаевская губерния, РСФСР — 24 августа 2013, Томск, Россия) — советский партийный и государственный деятель, председатель Томского облисполкома (1980—89).

## Биография
Родился в крестьянской семье.
Член ВКП(б) с 1947 г. В 1944 г. окончил Томский техникум путей сообщения, в 1952 г. — Томский электромеханический институт инженеров железнодорожного транспорта по специальности «автоматика, телемеханика и связь на железнодорожном транспорте».
- 1944—1946 гг. — электромеханик 2-й дистанции, сигнализации и связи ст. Жмеринка Винницкой железной дороги,
- 1946—1947 гг. — секретарь узлового комитета комсомола ст. Жмеринка,
- 1952—1953 гг. — секретарь партийного комитета Томского завода резиновой обуви, затем — второй секретарь Куйбышевского райкома ВКП(б) Томска,
- 1953—1958 гг. — директор Молчановской МТС (РТС) Томской области,
- 1958—1962 гг. — первый секретарь Шегарского райкома КПСС (Томская область),
- 1962—1963 гг. — парторг, секретарь партийного комитета Шегарского производственного колхозно-совхозного управления,
- 1963—1970 гг. — секретарь,
- 1970—1980 гг. — второй секретарь Томского обкома КПСС,
- С 3 января 1980 г. — председатель исполкома Томского областного Совета народных депутатов[1]. Внёс существенный вклад в развитие агропромышленного комплекса Томской области. Занимался организацией работ по реконструкции предприятий пищевой промышленности, строительству жилья и объектов соцкультбыта, развитию предприятий торговли, сферы обслуживания.

С октября 1989 г. на пенсии.
Избирался депутатом Верховного Совета РСФСР 8-11 созывов, делегатом 24-27 съездов КПСС.
В 1991-1996 годах являлся советником главы администрации (губернатора) Томской области.
Умер 24 августа 2013 года. Прощание с бывшим главой Томской области прошло 26 августа в томском Театре драмы.

## Награды и звания
Награждён орденами «Знак Почёта» (1966), Трудового Красного Знамени (1971, 1976, 1981), Октябрьской Революции (1984), медалями «За трудовую доблесть» (1946), «За доблестный труд в Великой Отечественной войне 1941—1945 гг.» (1946), «За трудовое отличие» (1957), «За доблестный труд. В ознаменовании 100-летия со дня рождения Владимира Ильича Ленина» (1970), «Тридцать лет Победы в Великой Отечественной войне 1941—1945 гг.» (1975), «Ветеран труда» (1983), «Сорок лет Победы в Великой Отечественной войне 1941—1945 гг.» (1985), «За освоение недр и развитие нефтегазового комплекса Западной Сибири» (1985).
В 2001 г. удостоен звания «Почетный гражданин Томской области».